# Stemonitales
Stemonitales is een orde van slijmzwammen. De orde is wetenschappelijk beschreven door de Amerikaan Thomas Huston Macbride en werd voor het eerst geldig gepubliceerd in 1922. De sporen zijn meestal donker, meestal zwart of bruinviolet.
Een voorbeeld van een soort in deze orde is grootmazig netpluimpje (Stemonitis splendens).
Het bevat de volgende families:
- Amaurochaetaceae
- Lamprodermatidae
- Stemonitidaceae